# Zombi 2
Zombi 2 è un film, del 1979, diretto da Lucio Fulci.
È il primo horror diretto da Fulci, autore sino ad allora prevalentemente di commedie e thriller. Il grande successo ottenuto in tutto il mondo dalla pellicola convinse il regista a continuare sulla strada dell'horror, di cui verrà considerato un maestro presso i critici cinematografici francesi. Questi coniarono per lui, grazie a questo film, l'espressione "poeta del macabro".
Alla sua uscita fu accusato di essere una copia dello Zombi, diretto da George Romero. In realtà le affinità con Zombi si fermano al titolo, poiché Fulci elimina la critica sociale presente nella pellicola di Romero per concentrarsi sulle origini haitiane degli zombi. Zombi 2 è oggi considerato un cult movie dagli amanti dello splatter. Il trucco e gli effetti speciali furono nominati ai Saturn Award, nel 1981.

## Trama
Nell'immaginaria isola di Matul, situata nei Caraibi, un corpo avvolto in un sudario risorge su un tavolo. Un uomo gli spara un colpo alla testa, quindi comunica a qualcuno: «Ora il battello può partire».
A New York un vascello alla deriva approda nel porto, rischiando una collisione con altre navi. Due agenti della guardia costiera intervengono per controllare. I due entrano nel vascello, trovandolo in pessime condizioni igieniche, pieno di vermi e in stato di abbandono. Sotto coperta uno dei due agenti viene improvvisamente aggredito da un essere orribile, obeso e sfigurato, che sfonda la porta della cabina dove era stato rinchiuso. Il collega della vittima spara allo strano individuo, che scompare nelle acque del mare.
Peter West, un giornalista, viene incaricato dal suo caporedattore di indagare sul caso che vede coinvolta la figlia del proprietario del vascello misterioso, Anne Bowles. Essa rivela alla polizia di non avere notizie del padre da mesi.
Nel frattempo all'obitorio il medico legale constata che il poliziotto del vascello è morto per dissanguamento, causato da più morsi alla giugulare. Ma il cadavere dell'agente mostra segni di vita alle spalle dei medici ignari, muovendo le mani sotto il lenzuolo.
Anne e Peter si incontrano durante una sortita al vascello abbandonato. Peter trova a bordo una lettera del padre di Anne, indirizzata a lei. Nella lettera il padre parla di strani fenomeni avvenuti sull'isola di Matul, e di aver contratto un misterioso virus. Scoperti dal poliziotto a guardia del vascello, i due fingono di essere una coppietta clandestina, quindi si allontanano.
Il giorno dopo i due partono per Matul. A condurli sull'isola sono Susan e Brian, una coppia di statunitensi in vacanza con la loro imbarcazione.
Intanto sull'isola avvengono fatti inspiegabili e orribili. Decine di cadaveri e di persone ferite sono sistemati in un ospedale di fortuna, e gli abitanti del luogo si affidano alla magia. David Menard, uno scienziato che studia questi strani fenomeni, abita in una villa con la moglie Paula, terrorizzata da ciò che avviene. Paula vorrebbe abbandonare l'isola, ma David è del parere opposto. Dopo una violenta lite David si allontana dalla villa.
Il viaggio di Anne e Peter continua. Durante una sosta Susan si immerge per effettuare alcune fotografie subacquee, ma a un tratto viene aggredita da uno strano essere. Susan riesce a liberarsi del mostro che, insensibile al dolore, ingaggia un duello con uno squalo. Il mostro perde un braccio, ma riesce ad avere la meglio, squarciando il ventre dello squalo, e cibandosene. Susan riemerge dall'acqua sconvolta, e racconta l'accaduto agli allibiti Brian, Peter e Anne.
A Matul, Paula, rimasta sola in casa, si sta facendo una doccia. Dei colpi alla porta la fanno sussultare. Si avvicina per vedere chi sia, e viene straziata da un essere orribile e molto forte, che le trafigge un occhio con una scheggia della porta, appena sfondata.
Nell'ospedale di fortuna allestito da David intanto la situazione precipita: i pazienti muoiono l'uno dopo l'altro e poco dopo si risvegliano. David deve sparare loro alla testa, per farli morire definitivamente. Alcune notizie comunicano che strani esseri si stanno dirigendo verso il villaggio. La situazione è ormai chiara: i morti risorgono, e David si ostina a cercare una spiegazione scientifica al fenomeno.
Anne, Peter, Susan e Brian rimangono alla deriva, e sparano dei razzi per attirare l'attenzione. Lucas, un uomo del luogo aiutante di David, si accorge dei segnali e avverte lo scienziato, che li aiuta e spiega loro che il padre di Anne, un suo caro amico, è morto chiedendogli di fare avere un'ultima lettera alla figlia. David sta tentando di frenare l'epidemia, ma senza successo. Il gruppo di statunitensi è incredulo. David chiede loro di andare nella sua villa, per far compagnia a Paula, rimasta sola. Arrivati sul luogo, i quattro trovano un gruppo di zombi intenti a divorare il cadavere della donna.
Fuggiti dalla villa sulla jeep di David, i quattro hanno un incidente e Peter si ferisce alla caviglia. Durante una sosta assistono atterriti alla resurrezione di un nutrito gruppo di cadaveri, e scoprono di essere arrivati in un vecchio cimitero di conquistadores spagnoli. Gli zombi emergono lentamente dalla terra, e hanno un aspetto spaventoso. I volti sono scarnificati, le orbite vuote e piene di vermi. Susan viene sgozzata da uno zombi. Peter, Anne e Brian fuggono fino all'ospedale di David. Qui trovano gli zombi che, sempre più numerosi, assediano la struttura. I tre si barricano dentro, insieme a David, Lucas e un'infermiera. Questi ultimi tre vengono uccisi dagli zombi, mentre Brian viene morso dalla rediviva Susan. Peter e Anne danno fuoco all'ospedale e riescono a fuggire, portandosi dietro Brian.
Raggiunto il battello chiudono Brian, ormai morto, dentro la cabina. Stanno per raggiungere New York, quando la radio avverte che una tremenda epidemia ha colpito la città: orde di cadaveri sono tornati in vita e aggrediscono le persone, mangiandole. Intanto Brian si è risvegliato e cerca di uscire dalla cabina.
Sul ponte di Brooklyn decine di orribili zombi si dirigono lentamente verso la città.

## Produzione

### Regia
Zombi 2 in origine doveva essere un film horror a basso budget, diretto da Joe D'Amato. Il produttore Ugo Tucci però riteneva D'Amato troppo legato al cinema erotico, quindi il film fu proposto in un secondo tempo, quando i produttori decisero di aumentare il budget, a Enzo G. Castellari, che rifiutò, chiedendo 40 milioni di lire dell'epoca, perché poco interessato al cinema horror. Castellari allora propose per la regia Lucio Fulci, che non aveva mai girato un horror, ma aveva realizzato dei thriller che presentavano alcune scene degne di un horror, come Una lucertola con la pelle di donna e Non si sevizia un paperino, ed un western I quattro dell'apocalisse, che mostrava una scena di cannibalismo.

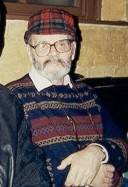
Lucio Fulci

Ugo Tucci, che aveva già lavorato con Fulci, stava lavorando al poliziottesco di Umberto Lenzi Da Corleone a Brooklyn. Per quel film Tucci voleva Mario Merola come attore, che però aveva rifiutato. Tucci allora parlò con Fulci, per convincere l'attore napoletano ad accettare. Fulci ci riuscì, e in cambio del favore Tucci gli propose la regia di Zombi 2. Fulci accettò, accontentandosi di 6 milioni di lire, e Castellari in seguito si disse felice del fatto che il suo rifiuto avesse consentito il ritorno al cinema di Fulci, dopo un paio di film che non riscossero buoni incassi.

### Sceneggiatura
Il soggetto e la sceneggiatura del film sono firmati da Elisa Briganti, moglie dello sceneggiatore Dardano Sacchetti. Questi fu chiamato dal produttore Gianfranco Couyoumdjian, che gli parlò di un albo di Tex in cui il protagonista era coinvolto in una storia di zombi, in un ambiente western. Secondo altre interpretazioni si trattava di una storia di Zagor.
Sacchetti quindi iniziò a scrivere il film, un anno prima che Zombi uscisse in Italia, fondendo generi diversi, quali l'horror, l'avventuroso, il western, il poliziesco e la commedia. Alla fine però Sacchetti preferì non porre la sua firma come sceneggiatore, a causa della morte del padre avvenuta poco prima, preferendo far firmare il copione alla moglie Elisa.
La scena dell'occhio trafitto riempì quattro pagine della sceneggiatura, con i movimenti e gli angoli di ripresa dettagliati. Il prologo e il finale del film, ambientati a New York, furono aggiunte dopo l'uscita italiana di Zombi, per volere dei produttori, a voler creare un collegamento, quasi un prequel, alla pellicola di George Romero.
Fulci sostenne più volte di aver cambiato parte della sceneggiatura, aumentando l'aspetto fantastico del film.

### Cast
Il cast del film inizialmente comprendeva, oltre ad Al Cliver, anche Leonard Mann e Monica Zanchi.
Alla fine furono scelti Ian McCulloch e Tisa Farrow (sorella di Mia Farrow) per interpretare i protagonisti, Richard Johnson e Olga Karlatos, per interpretare lo scienziato e la moglie. Lucio Fulci appare come suo solito in un cameo nel ruolo del caporedattore. La Karlatos alla fine della scena in cui il suo occhio viene trafitto da una scheggia di legno, ebbe una crisi di nervi e scoppiò a piangere per l'emozione e la paura. Fulci, saputa la notizia, era felicissimo: «Bene! Siamo riusciti nell'intento! Ho scioccato la Karlatos... figuriamoci il pubblico!» esclamò entusiasta.
Il giorno della ripresa subacquea Fulci scoprì che Auretta Gay non sapeva nuotare. Fu chiamato subito un istruttore di nuoto, che però non si rivelò tanto bravo. Con uno stratagemma la Gay venne allora letteralmente gettata in mare, ma arrancò subito. L'istruttore la raggiunse, ma i due andarono rapidamente a fondo. Intervenne allora il capitano della nave che era sul set, lanciando loro una ciambella di salvataggio. Proprio in quell'istante Al Cliver si gettò in mare per accorrere in aiuto, ma fu colpito dalla ciambella. Fu la volta di Ian McCulloch, che si tuffò ma prese in pieno la bombola d'ossigeno della Gay, e ci vollero 14 punti per suturare la ferita. Fulci fissò tutta la scena in silenzio, allibito, sbottando alla fine, in romanesco: «Questa équipe non vale un cazzo!», quindi iniziò a chiamare la Gay "Caghetta Gay".
Per Al Cliver fu il primo film girato con Fulci, del quale diventerà l'attore feticcio. In realtà Fulci aveva già cercato di lavorare con Cliver per il suo spaghetti-western Sella d'argento, girato nel 1978, ma non si era messo d'accordo con il suo agente. Fulci, sul set, aveva soprannominato Cliver Tufus, perché a suo parere era "duro" come una pietra. Durante una scena, che prevedeva l'incendio dell'ospedale, Cliver si era addormentato. Fulci disse: «Dobbiamo bruciare a destra, perché a sinistra c'è Tufus che dorme!».

### Trucco ed effetti speciali
Per gli effetti speciali del film la produzione pensò subito a Giannetto De Rossi. Fabrizio De Angelis, uno dei tre produttori, aveva infatti apprezzato il lavoro di De Rossi sul set di Emanuelle in America, diretto da Joe D'Amato nel 1976. De Rossi, tra l'altro, aveva già lavorato con Fulci, per le commedie I maniaci e Nonostante le apparenze... e purché la nazione non lo sappia... All'onorevole piacciono le donne. De Rossi fu affiancato da Maurizio Trani e dal giovane Rosario Prestopino, alla sua prima esperienza in veste di truccatore.
La produzione suggerì a De Rossi di riprodurre il trucco e gli effetti speciali degli zombi di Romero (creati da Tom Savini). De Rossi rifiutò subito la proposta, poiché aveva visto il film e considerava gli zombi pallidi, tendenti al bluastro, cosa che non permetteva loro di essere veramente paurosi.
Il primo provino per il trucco fu fatto a New York, e realizzato su un attore piccolo ma molto grasso. Fu utilizzata della creta, per ricoprire l'attore e per riformargli i tratti somatici. Finito il trucco Fulci e De Angelis erano perplessi. De Rossi non si scoraggiò, e disse che se non era gradito il suo lavoro lui se ne tornava a casa, e gli zombi si facevano pallidi. Alla fine Fulci e De Angelis si convinsero.
La procedura per il trucco era la seguente: i volti degli attori venivano rivestiti dalla creta, che poi veniva ricoperta di lattice di gomma spugnata, che asciugava e teneva insieme le parti. Dopo un'ora la creta si seccava. Il trucco era quindi completato con altri materiali (gomme speciali e plastilina), e le protesi erano direttamente applicate sui corpi degli attori. Fulci dichiarò che alla fine del trucco gli attori che interpretavano gli zombi sembravano «dei vasi di fiori ambulanti».
La sequenza più famosa del film, passata alla storia del cinema horror come la "sequenza dell'occhio", è quella in cui Olga Karlatos viene spinta verso una scheggia di legno, e il suo occhio viene trafitto.
Le riprese della scena durarono mezza giornata. Fu fatto un calco del volto della Karlatos, dal quale fu successivamente ricavata la testa finta con l'occhio trafitto. La testa veniva retta da De Rossi. In sede di montaggio si realizzarono una serie di stacchi, campi e controcampi, attraverso i quali si sostituiva la testa della Karlatos con quella finta. De Rossi spingeva la testa finta verso la scheggia di legno, che si spezzò fortunatamente verso la macchina da presa, quindi la cornea, che era fatta di plastilina, uscendo dall'orbita risultò molto visibile, facendo molto effetto. Quando il film uscì nelle sale cinematografiche De Rossi andò al primo spettacolo, quando il pubblico era composto prevalentemente da ragazzi. De Rossi controllò se i ragazzi ridessero, poiché secondo lui se in un film horror si ride non va bene. La scena dell'occhio coincideva con la fine del primo tempo. Quando si accesero le luci in sala non rise nessuno. De Rossi, allora, capì che la scena era perfetta.
Per la scena in cui Auretta Gay viene morsa al collo dal cadavere di uno dei conquistadores spagnoli, fu applicato sul collo dell'attrice un collo finto. Dietro le spalle della Gay vi erano dei tubi pieni di sangue finto, con De Rossi e Trani che pompavano il sangue. Questa scena fu l'unica a dover avere due ciak: infatti la prima volta De Rossi sbagliò, e i denti dell'attore che interpretava lo zombi, mordendo la gola della Gay, non riuscivano ad azzannarla, poiché scivolavano sul collo finto.

### Fotografia
Il direttore della fotografia Sergio Salvati usò delle luci dal basso e da varie angolature, per aiutare i trucchi. Quindi usò molto il controluce. Le luci erano collegate a delle resistenze, e quando gli zombi camminavano Salvati diminuiva o aumentava l'intensità, creando così un'alternanza di luce e ombra.

### Riprese
Le riprese del film iniziarono l'11 giugno 1979, con il titolo di lavorazione Gli ultimi zombi, e terminarono il 6 luglio dello stesso anno. Il budget ammontava a circa 410 milioni di lire. Il film fu girato a New York, a Santo Domingo e a Roma. Gli interni dell'ospedale e la villa dei Manard furono ricostruiti a Fogliano, in provincia di Latina.
Durante la lavorazione del film, Fulci girava per il set con dei vermi nelle tasche della giacca, che all'occorrenza sistemava sui teschi o attaccava addosso agli attori. Dato che amava fumare la pipa, il regista quando notava un attore che interpretava uno zombi che aveva la mano troppo pulita, se la infilava nella tasca dove teneva la pipa, e quando la mano dell'attore usciva era completamente nera.
La scena finale, con gli zombi che attraversano lentamente il ponte di Brooklyn, fu girata all'alba, senza permessi. Il trucco fu effettuato alla svelta, e se si osserva bene la scena si nota che i volti degli zombi sono pieni di sangue e scarnificati, ma per il resto i loro corpi sono in condizioni normali.
La sequenza della lotta tra lo zombi e lo squalo non fu voluta né girata da Fulci. L'idea, così come anche quella della sequenza finale, fu di Ugo Tucci, che aveva appena conosciuto René Cardona Jr., un regista messicano autore del film Tintorera, una pellicola simile a Lo squalo di Steven Spielberg, ma girata con meno soldi. Dato che Fulci era già tornato a Roma, la sequenza fu realizzata da Giannetto De Rossi, con l'aiuto di un documentarista, l'operatore Ramón Bravo (che già aveva partecipato alle riprese subacquee di Tintorera), nell'Isola delle Mujeres, in Messico. L'attore che doveva interpretare lo zombi si ammalò, e fu sostituito da Bravo stesso.
Il cane che appare durante la scena in cui viene mostrata la desolazione di una parte dell'isola (dove si aggirano solo zombi, granchi e, appunto, un cane) era il vero cane di Fulci. Esso fu "doppiato" da un ululato vero.
Molti zombi furono interpretati dai fratelli Dell'Acqua (Alberto, Arnaldo e Roberto), stuntman che realizzarono le sequenze d'azione più pericolose.

### Estetica e stile
Zombi 2, più che a Zombi, diretto da George Romero l'anno precedente e prodotto da Dario Argento, si ispira ai classici dell'horror degli anni trenta e quaranta, quali L'isola degli zombies, diretto da Victor Halperin nel 1932, e Ho camminato con uno zombi, diretto da Jacques Tourneur nel 1943. Da questi film Fulci riprese infatti l'ambientazione esotica e l'insieme di religiosità e superstizione. Ma Fulci fece irrompere in questo contesto, che era prevalentemente fatto di atmosfere, una crudeltà e una violenza visiva mai viste sino ad allora in Italia, in quel genere di film.

### Scene tagliate
Furono due le scene eliminate dal montaggio finale del film:
- Su alcuni manifesti del film è presente una fotografia che mostra lo zombi obeso emergere dalle acque di Manhattan. Nel film non vi è traccia di questa sequenza. Probabilmente era solo una fotografia "fuori scena" scattata all'attore Captain Haggerty nel momento in cui, finita la sequenza in cui cade in mare colpito da una scarica di pallottole, riemergeva per tornare a terra.[13]
- In una sequenza poi successivamente tagliata gli zombi dovevano emergere in gruppo dall'acqua.[8] Curiosamente questa sequenza è stata poi realizzata da George Romero nel suo La terra dei morti viventi, diretto nel 2005.

### Differenze conZombi
All'uscita del film, Fulci ricevette una lettera da Dario Argento e da George Romero, che lo accusavano di aver cavalcato l'onda del successo del film di Romero, e di aver impedito la realizzazione de Il giorno degli zombi (che Romero dirigerà nel 1985).
Sotto accusa finì soprattutto la frase di lancio del film, apparsa sulle locandine, «...quando i morti usciranno dalla tomba, i vivi saranno il loro sangue...», che riecheggiava la frase promozionale del film di Romero, «Quando non ci sarà più posto all'inferno, i morti cammineranno sulla terra». Si venne così a creare un conflitto tra i due autori italiani.
Fulci replicò alla lettera di Argento, con un'altra lettera nella quale elencò tutti i film di zombi della storia del cinema, precedenti a quello di Romero, aggiungendo un sarcastico e polemico: «Se ho copiato da voi, allora ho copiato anche da loro. Statevene zitti».
Fulci dichiarò: «Zombi 2 è naturalmente nato sulla scia del film di Romero, che solo in Italia si chiamò Zombi. Il mio film però è completamente diverso da quello di Romero. Lui ha fatto un film sociale, io ho fatto un film più avventuroso, e soprattutto ho ricondotto la figura del morto vivente ai riti vudù cui naturalmente appartiene. Non credo di aver copiato. Se i critici visionassero entrambi i film si renderebbero conto da soli dell'assurdità di tali affermazioni».
La trama di Zombi 2 risulta più vicina a un ipotetico prequel di Zombi, piuttosto che a un sequel o a un'imitazione. Il film inizia e finisce a New York, ma i fatti avvengono nei Caraibi, nel cuore della leggenda, dove il mito degli zombi è nato, mentre Romero porta l'azione direttamente negli USA.
La differenza più evidente tra i due film si può trovare nel trucco dei morti viventi. Nel film di Romero essi sono pallidi, quasi normali. Nel film di Fulci invece sono ricoperti di vermi e dai volti squarciati. Romero mostra i suoi zombi come un'immagine quasi speculare dei vivi, con un abbigliamento riconoscibile che suggerisce l'estrazione sociale e il ruolo che essi avevano da vivi (una suora, un uomo in costume da bagno). Gli zombi di Fulci sono quasi tutti uguali, nel senso dell'abbigliamento e dell'estrazione sociale, senza nessuna espressione, con la testa perennemente bassa e dall'andatura traballante.

### Colonna sonora
La colonna sonora del film fu realizzata da Fabio Frizzi, fratello del presentatore televisivo, insieme a Giorgio Tucci. Usarono delle musiche caraibiche miste a effetti elettronici, per sottolineare i momenti di tensione.
La musica del film è diventata di culto, tra gli amanti del genere. Lo stesso Fulci la riutilizzò, con piccoli cambiamenti, per il successivo ...e tu vivrai nel terrore! - L'aldilà.

## Distribuzione

### Titoli per l'estero
Il film uscì nel Regno Unito come Zombie Flesh Eaters, in Francia come L'Enfer Des Zombies, in Germania Ovest come Woodoo Die Schreckens Insel Der Zombies, in Spagna come Nueva York Bajo El Terror De Los Zombies, negli Stati Uniti come Zombie e in Giappone come "Sangueria".

### Censura
- Argentina: VM 13
- Australia: VM 18
- Canada (Québec): VM 13
- Francia: VM 16
- Germania Ovest: Bandito
- Germania Est: VM 18[N 1]
- Italia: VM 18
- Norvegia: VM 18[N 2]
- Paesi Bassi: VM 16
- Regno Unito: Bandito
- Spagna: VM 18
- Stati Uniti: NR

1. ↑  Tagliato
2. ↑  Tagliato pesantemente

Il film fu approvato dalla censura il 23 agosto 1979, con il visto n. 73936, e fu vietato ai minori di 18 anni. Nel 1989 fu approvata una versione tagliata di 140 metri, con il visto censura n. 84788, e fu vietato ai minori di 14 anni.

### Home video
Zombi 2 è uscito in Italia in DVD il 19 ottobre 2010 per la CineKult (distribuito dalla Cecchi Gori Home Video) in una edizione contenente due dischi con numerosi extra. Il 5 aprile 2011 è stata pubblicata l'edizione a disco singolo ad un prezzo più popolare. Sono stati distribuiti anche After Death (Oltre la morte), Zombi 3, Killing Birds e Zombi Holocaust. Fino a pochi anni fa esisteva solo un'edizione in VHS fuori catalogo.
All'estero il film è uscito in DVD molto tempo prima. Negli Stati Uniti è uscita una versione a disco singolo, edita dalla Blue Underground, e un'edizione speciale in due DVD, edita dalla Media Blasters, contenente come extra il commento audio di Ian McCulloch, due interviste agli attori Captain Haggerty e Dakkar, un documentario di 98 minuti e un'intervista al costumista Walter Patriarca. In Francia è uscita un'edizione in due DVD, edita dalla Neo Publishing, contenente come extra un documentario di 100 minuti, il commento audio di Ian McCulloch, una serie di speciali sui trucchi e gli effetti speciali e un libretto di 16 pagine.

## Accoglienza
Il film uscì nelle sale cinematografiche italiane il 25 agosto 1979. La prima si tenne a Torino, esattamente un anno dopo l'uscita di Zombi.
La pellicola incassò in totale di 1.502.251.238 lire, classificandosi al cinquantasettesimo posto della classifica annuale, e suscitò un certo clamore. Complessivamente, nel mondo, Zombi 2 incassò circa 30 milioni di dollari, secondo alcune fonti erronee riscuotendo un successo superiore a Zombi. Invero i dati statistici su IMDB indicano che il predecessore incassò 59 milioni di dollari nei soli Stati Uniti, mentre Zombi 2 non figura fra i 100 incassi dell'anno in America. Ebbe tuttavia ottime vendite nel mondo e buoni incassi in proporzione al suo modesto budget.

### Critica
La critica cinematografica italiana dell'epoca non fu molto tenera con il film, definito perlopiù come prodotto di «bassa macelleria» e un'imitazione di Zombi. All'estero, invece, il film fu subito amato, soprattutto dai critici francesi.
Morando Morandini attaccò duramente il film, definendolo un «instant movie sulla scia del film di Romero. Effettacci, personaggi labili, privo di suspense. Nocivo a tempo pieno».
Negli anni novanta il film fu rivalutato dalla critica italiana. La rivista Nocturno considera il film «un'opera rivoluzionaria, dal punto di vista estetico e tecnico, rispetto alla tradizione horror, e non solo italiana. Effetti speciali di raccapricciante impatto visivo, violenza iperrealista, colori accesissimi e suoni parossisticamente dilatati».
Antonio Tentori definisce il film «il primo vero esempio di horror totale e situazionista. Tutto può accadere in qualsiasi momento. Non importa il susseguirsi logico della storia, quanto l'accumulo in un continuo e a tratti insostenibile crescendo di shock legati alle singole situazioni».
Marco Giusti, nel suo dizionario, lo definisce «un film divertente per i suoi eccessi di gore».
Lucio Fulci definì Zombi 2 come un film sul potere e sul contagio del potere. Inoltre lo definì artaudiano: «Non c'è crudeltà, ma la presupposizione della crudeltà».
Dardano Sacchetti giudica il film positivamente ma, secondo lui, se avesse avuto un altro titolo, se avesse avuto 200 milioni di lire in più, e se Fulci avesse creduto di più nel film, come fece successivamente per ...e tu vivrai nel terrore! - L'aldilà, ne sarebbe venuto fuori un capolavoro.
Quentin Tarantino, una volta visto il film, si disse entusiasta, ma perplesso per la scarsa velocità degli zombi: «Stavo vedendo il film con un mio amico, e ci siamo trovati d'accordo nel dire che se fossimo stati nella medesima situazione dei protagonisti del film, nella giungla, circondati da questi mangiatori di carne che si muovevano così... ce la saremo data a gambe come Jesse Owens o quel fottutissimo Carl Lewis...». Fulci, poco prima di morire, rispose per le rime a Tarantino, con la sua solita ironia, sulle pagine de Il manifesto.

## Sequel
Il film ha avuto un sequel ufficiale: Zombi 3, diretto da Fulci, Bruno Mattei e Claudio Fragasso.